# Episodi di Al di là del lago
La serie televisiva Al di là del lago è stata trasmessa in prima visione assoluta su Canale 5 dal 30 dicembre 2010 al 27 gennaio 2012.
| n° | Titolo                                        | Prima TV         |
| -- | --------------------------------------------- | ---------------- |
| 1  | L'uomo con la camicia scozzese - Parte I e II | 30 dicembre 2010 |
| 2  | L'uomo con la camicia scozzese - Parte I e II | 30 dicembre 2010 |
| 3  | Il ritorno di Valerio                         | 4 gennaio 2011   |
| 4  | Uno di troppo                                 | 4 gennaio 2011   |
| 5  | Padri e figli                                 | 6 gennaio 2011   |
| 6  | Segreti                                       | 6 gennaio 2011   |
| 7  | Amori e gelosie                               | 13 gennaio 2011  |
| 8  | Patrizia                                      | 13 gennaio 2011  |
| 9  | Un sospetto atroce                            | 20 gennaio 2011  |
| 10 | Acque pericolose                              | 20 gennaio 2011  |
| 11 | La strada fantasma                            | 27 gennaio 2011  |
| 12 | I gioielli della regina                       | 27 gennaio 2011  |

## L'uomo con la camicia scozzese - Parte I
- Diretto da: Raffaele Mertes
- Scritto da:

### Trama
Due mesi dopo la morte di Valerio, Barbara tenta di ritrovare il sorriso insieme a Luca che sostituisce il ruolo di Valerio e suo figlio Lorenzo. Ma Valerio non è morto nell'incendio ma è sopravvissuto nel quale fugge via dai suoi rapinatori nascondendosi in un rifugio dove non viene scoperto.  In paese arriva Olga in cerca del suo Karl che non lo sente da due mesi ed padre della bambina che è in dolce attesa, denunciando la scomparsa del suo amato ai carabinieri. Con l'aiuto di Gabriele, Olga viene ospitata da Barbara che lo aiuta ad accudirla. Ma Barbara non gradirà, quando rivede suo padre Luciano che ritorna a Poggio Sant'Angelo dopo 20 anni. Intanto alcuni pastori della valle chiedono l'abbattimento dell'orso Yoghi per l'uccisione di alcune pecore. Luca però scopre dalle analisi di lana insanguinate, che le pecore non sono state uccise dall'orso ma dal professor Serramonti.

## L'uomo con la camicia scozzese - Parte II
- Diretto da:
- Scritto da:

## Il ritorno di Valerio
- Diretto da:
- Scritto da:

## Uno di troppo
- Diretto da:
- Scritto da:

## Padri e figli
- Diretto da:
- Scritto da:

## Segreti
- Diretto da:
- Scritto da:

## Amori e gelosie
- Diretto da:
- Scritto da:

## Patrizia
- Diretto da: Raffaele Mertes
- Scritto da:

## Un sospetto atroce
- Diretto da:
- Scritto da:

## Acque pericolose
- Diretto da:
- Scritto da:

## La strada fantasma
- Diretto da:
- Scritto da:

## I gioielli della regina
- Diretto da:
- Scritto da: